# Sue Rolph
Susan ("Sue") Rolph (Newcastle upon Tyne, 15 mei 1978) is een voormalig internationaal topzwemster uit Groot-Brittannië, die was gespecialiseerd in de vrije slag. Rolph gaf in de jaren negentig van de 20e eeuw kleur aan het Britse zwemmen, en was een min of meer vaste waarde in 's lands estafetteploegen bij de grote, internationale zwemtoernooien.
Haar eerste medaille won ze als lid van de winnende aflossingsploeg op de 4x100 vrij bij de Gemenebestspelen van 1994. Bij de Europese kampioenschappen langebaan (50 meter) van 1999 in Istanboel beleefde Rolph (55,03) het hoogtepunt uit haar carrière door de titel op de 100 meter vrije slag te winnen, vóór de daarna jarenlang onklopbare Inge de Bruijn (55,24).